# 28. rujna
28. rujna (28. 9.) 271. je dan godine po gregorijanskom kalendaru (272. u prijestupnoj godini).
Do kraja godine imaju još 94 dana.

## Događaji
- 365. – Rimski general Prokopije potplaćuje vojnike da ga proglase carem.
- 892. – Prvi pisani spomen gradića Livna. Spominje ga se u povelji hrvatskog kneza Mutimira ("livanjski župan Želimir")
- 1066. – Iskrcavanjem normanskih trupa kod Pevenseya počela je borba za englesko prijestolje na koje je pravo polagao normanski vojvoda Vilim. Vilim I. Osvajač je osvojio vlast nekoliko tjedana poslije, kad je u Bici kod Hastingsa pobijedio kralja Harolda II.
- 1864. – Međunarodna radnička skupština u Londonu obnovila je International Working Men"s Association (Međunarodno radničko udruženje).
- 1951. – U Argentini je ugušen pokušaj puča protiv predsjednika Juana Peróna. Nakon toga on je proglasio ratno stanje.
- 1961. – Sirija je istupila iz Ujedinjene Arapske Republike (UAR) i postala samostalna republika.
- 1969. – U Gunji sagrađena prva džamija na području Hrvatske
- 1990. – Donesen Ustav Srbije u Narodnoj skupštini Srbije. Donesena je i Odluka o proglašenju Ustavnoga zakona i Ukaz o proglašenju zakona o izboru Predsjednika Republike Srbije. Ovim je činom Srbija postala suverena, neovisna i teritorijalno jedinstvena država te je istupila iz SFRJ.[1]

| - 1573. – Caravaggio, talijanski slikar († 1610.) - 1614. – Mikula Galović, hrvatski (kajkavski) vjerski pisac († 1684.) - 1670. – Petar Bakić, srijemski i bosansko-đakovački biskup († 1749.) - 1803. – Prosper Mérimée, francuski književnik († 1870.) - 1820. – Friedrich Engels, njemački sociolog, filozof i revolucionar († 1895.) - 1841. – Georges Benjamin Clemenceu, francuski državnik - 1898. – Mate Balota, hrvatski književnik i ekonomist († 1963.) - 1902. – Jožef Pogačnik, slovenski nadbiskup († 1980.) - 1923. – Marcello Mastroianni, talijanski filmski i kazališni glumac - 1928. – Ivan Tomislav Međugorac, fratar, znanstvenik, pisac - 1929. – Lata Mangeshkar, indijska pjevačica († 2022.) - 1934. – Brigitte Bardot, francuska glumica - 1936. – Većeslav Šupuk, hrv. katolički svećenik, javni i kulturni djelatnik - 1938. – Ben E. King, američki soul pjevač († 2015.) - 1968. – Mika Häkkinen, finski vozač Formule 1 - 1976. – Dušan Bućan, hrvatski glumac - 1982. – Emeka Okafor, američki košarkaš - 1985. – Bojan Jambrošić, hrvatski pop pjevač - 1988. – Danijela Grgić, hrvatska atletičarka - 2002. – Mykolas Alekna, litavski atletičar | - 1859. – Carl Ritter, njemački geograf (* 1779.) - 1891. – Herman Melville, američki književnik (* 1819.) - 1895. – Louis Pasteur, francuski kemičar i biolog (* 1822.) - 1944. – fra Bernardin Sokol, hrvatski glazbenik i mučenik (* 1888.) - 1953. – Edwin Powell Hubble, američki astronom (* 1889.) - 1970. – Gamal abd el Nasser, egipatski časnik i političar (* 1918.) - 1970. – John Rodrigo dos Passos, američki književnik (* 1896.) - 1978. – Ivan Pavao I., papa (* 1912.) - 1981. – Ivo Čupar, hrvatski stomatolog, redovni član HAZU (* 1901.) - 1985. – André Kertész, mađarski fotograf (* 1894.) - 1988. – Vicko Krstulović, hrvatski političar (* 1905.) - 1991. – Miles Dewey Davis, američki jazz glazbenik (* 1926.) - 2004. – Tea Altaras, hrvatsko - njemačka arhitektica (* 1924.) |

## Blagdani i spomendani
- Dan djedova i baka